# Bridge Burning
A Bridge Burning a Foo Fighters 2012-ben megjelent kislemeze. Ez a hatodik kislemez a zenekar 2011-es Wasting Light albumáról. A dal a Madden NFL 12 c. videójátékban is hallható.

## Helyezések és eladási minősítések

### Kislemez-listák
| Lista (2012)                                     | Helyezés |
| ------------------------------------------------ | -------- |
| Egyesült Királyság (UK Rock Chart)               | 14       |
| Kanada (Canadian Hot 100)                        | 75       |
| Kanada Alternative Rock (America's Music Charts) | 6        |
| Kanada Active Rock (America's Music Charts)      | 3        |
| US Alternative Songs (Billboard)                 | 25       |
| US Mainstream Rock (Billboard)                   | 14       |
| US Hot Rock Songs (Billboard)                    | 22       |